# Мамедкала
Мамедкала́ (дарг. Мамедкъала, азерб. Маммәдкъала) — посёлок городского типа в Дербентском районе Республики Дагестан.
Образует муниципальное образование «посёлок Мамедкала» со статусом городского поселения, как единственный населённый пункт в его составе.

## Этимология
Название поселения Мамедкала происходит от двух слов, где Мамед — личное имя, а кала — на кавказских, тюркских и иранских языках означает — «крепость, укреплённое селение, селение».

## География
Посёлок расположен на реке Дарвагчай, в 18 км к северо-западу от города Дербент и в 105 км к юго-востоку от Махачкалы. Находится в 6 км от каспийского побережья.
Западнее посёлка проходит федеральная автотрасса P217 «Кавказ». Также в посёлке расположена железнодорожная станция Северо-Кавказской железной дороги — Мамедкала. Через посёлок проходит Самур-Дербентский канал.

## История

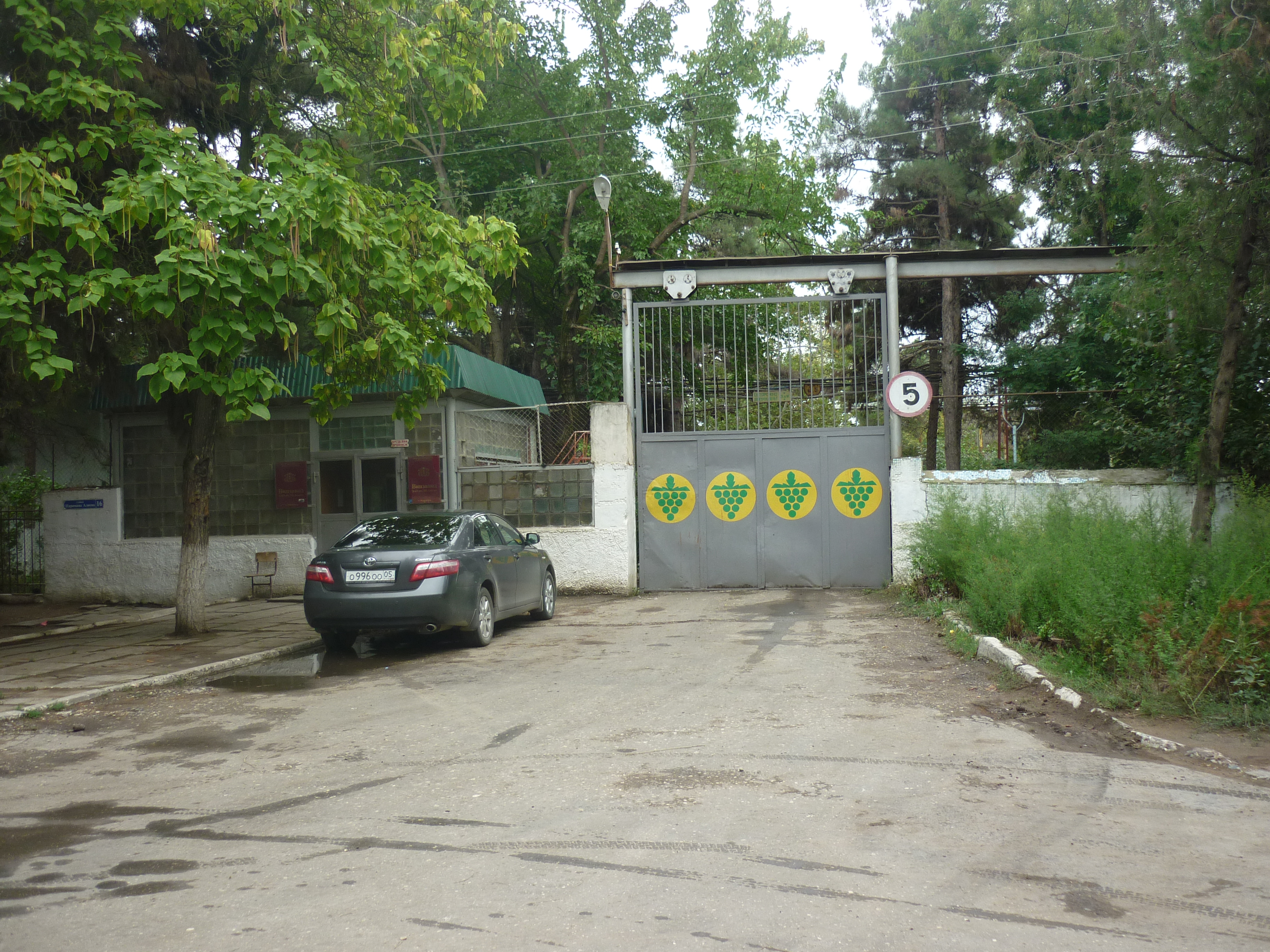
Винодельческий завод

До революции, на территории современных поселковых микрорайонов — Михайловка и Тумаевка, находились имения помещиков Михайловых и Тумаевых. Под руководством инженера Михайлова была построена железная дорога от Мамедкалы до Баку. Тогда же, в 17 км к северу от Дербента находилось крупное имение помещичьей семьи Фугаровых, занимавшихся возделыванием виноградников. Однако с началом процесса коллективизации их земли и имения были переданы в пользу созданного совхоза «Красный Октябрь». 
До 1944 года посёлок Мамедкала с совхозом «Красный Октябрь» относились к Геджухскому сельсовету. Тогда же был организован совхоз-завод «имени Шамсуллы Алиева», на базе разделения совхоза «Красный Октябрь» на два самостоятельных совхоза.
К 1957 году в посёлке проживало всего 40—50 семей, трудящихся в совхозах. Национальный состав в основном состоял из русских. В 1957 году на территорию села Мамедкала было переселено 140 даргинских семей из упразднённого Шурагатского района восстановленной Чечни, которые прежде проживали в сёлах Кала-Курейш и Сулевкент Дахадаевского района. Однако совхозы продолжали нуждаться в рабочих руках, в связи с чем руководство совхоза обратилось к правительству Дагестана, с просьбой дополнительно переселить людей в Мамедкалу, в результате чего в 1960 году на территорию современного микрорайона Дузлак (восточная часть посёлка) были переселены даргинцы из села Сулипа Кайтагского района и агульцы села Укуз Курахского района. Летом 1963 года в селе Вартатиль Табасаранского района произошёл крупный оползень и жителей села переселили в совхоз имени Шамсулы Алиева. В Мамедкале есть улицы Кала-Корейшская, Укузская, Вартатильская, являющиеся памятниками переселения.
В период организации совхоза «имени Шамсуллы Алиева», под сельскохозяйственными угодьями было 857 га земли, в том числе 160 га виноградников. Насаждения эти давали незначительные урожаи и очень низкого качества. В 1958 году директором совхоза был назначен Алиев Нариман Абдулхаликович, который продолжил реорганизацию совхоза. Так при нём началось строительство водопровода протяжённостью 70 км от реки Самур до посёлка Мамедкала, позже получившего название — Самур-Дербентского канала. Это стоило огромных затрат и усилий, но водопровод решил главную проблему: нехватку поливной воды в южных районах Дагестана.
В 1958 году Мамедкала была выведена из подчинения Великентского сельсовета и был организован свой Мамедкалинский сельсовет (в 1958—1965 годах ему было подчинено село Геджух). После получения статуса пгт в 1965 году, был создан соответственно Мамедкалинский поссовет.
В 1960 году хозяйству первым в республике было присвоено высокое звание «Коллектива коммунистического труда». Для переработки винограда в совхозе в 1961 году было создано 5 отделений, в состав которых входило 13 виноградарских бригад и построен винзавод мощностью 500 тонн переработки винограда в день.
По инициативе Алиева Н. А. в совхозе был создан НИИ, разработки которого были внедрены в практику сельскохозяйственного производства Дагестана. В 1976 году на базе совхоза имени Шамсуллы Алиева было организовано Дагестанское научно-производственное объединение по виноградарству и виноделию, в которые входили 3 совхоза: совхоз «имени Шамсуллы Алиева», Геджух, Саликский и научно-исследовательский институт.
В 1975, 1976 и 1979 годах в совхозе были проведены Всесоюзные совещания-семинары по вопросам реконструкции виноградных насаждений. За высокие производственные показатели в развитие общественного хозяйства совхоз являлся почти постоянным победителем Всесоюзного и республиканского соц. Соревнования и ежегодным участником ВДНХ СССР. С 1992 года совхоз стал акционерным обществом закрытого типа.
Ныне Мамедкала является хозяйственным субъектом с развитой инфраструктурой и большим экономическим потенциалом. Общая земельная площадь совхоза ныне составляет 2398 га, в том числе 1775 га сельскохозяйственных угодий: из них 1134 га виноградников.
В 2010 году постановлением НС РД было одобрено предложение собрания депутатов муниципального образования «Дербентский район» о переименовании поселка Мамедкала Дербентского района в посёлок Нариманкала. На федеральном уровне данное предложение одобрено не было.

## Население
| 1926    | 1939    | 1970    | 1979    | 1989    | 2002    | 2009    |
| ------- | ------- | ------- | ------- | ------- | ------- | ------- |
| 78      | ↗418    | ↗5107   | ↗5928   | ↗6000   | ↗8374   | ↗8925   |
| 2010    | 2012    | 2013    | 2014    | 2015    | 2016    | 2017    |
| ↗11 029 | ↘11 022 | ↘11 010 | ↘11 008 | ↗11 035 | ↗11 052 | ↘10 992 |
| 2018    | 2019    | 2020    | 2021    | 2023    | 2024    | 2025    |
| ↘10 958 | ↘10 903 | ↘10 860 | ↗10 912 | ↗10 932 | ↗10 967 | ↘10 962 |

Национальный состав
По результатам Всероссийской переписи населения 2021 года:
| Народ                     | Численность, чел. | Доля от всего населения, % |
| ------------------------- | ----------------- | -------------------------- |
| даргинцы                  | 5337              | 48,91 %                    |
| табасараны                | 2503              | 22,94 %                    |
| азербайджанцы             | 794               | 7,28 %                     |
| лезгины                   | 601               | 5,51 %                     |
| агулы                     | 571               | 5,23 %                     |
| кумыки                    | 394               | 3,61 %                     |
| лакцы                     | 197               | 1,81 %                     |
| русские                   | 133               | 1,22 %                     |
| другие                    | 114               | 1,04 %                     |
| не указана национальность | 268               | 2,45 %                     |
| всего                     | 10 912            | 100 %                      |

Динамика изменения национального состава по данным переписей населения СССР и РФ.
| Год переписи  | 1970 год            | 1979 год              | 1989 год              | 2002 год              | 2010 год              |
| ------------- | ------------------- | --------------------- | --------------------- | --------------------- | --------------------- |
| даргинцы      | 1847 чел. (36,17 %) | ↗ 2214 чел. (37,35 %) | ↗ 2461 чел. (41,09 %) | ↗ 2794 чел. (33,37 %) | ↗ 4001 чел. (36,28 %) |
| табасараны    | 921 чел. (18,03 %)  | ↗ 1155 чел. (19,48 %) | ↗ 1339 чел. (22,35 %) | ↗ 1850 чел. (22,09 %) | ↗ 1966 чел. (17,83 %) |
| лезгины       | 885 чел. (17,33 %)  | ↗ 962 чел. (16,23 %)  | ↘ 621 чел. (10,37 %)  | ↘ 442 чел. (5,28 %)   | ↗ 492 чел. <(4,46 %)  |
| русские       | 441 чел. (8,64 %)   | ↘ 265 чел. (4,47 %)   | ↘ 198 чел. (3,31 %)   | ↘ 134 чел. (1,60 %)   | ↗ 145 чел. (1,31 %)   |
| азербайджанцы | 408 чел. (7,99 %)   | ↗ 511 чел. (8,62 %)   | ↗ 613 чел. (10,23 %)  | ↗ 2059 чел. (24,59 %) | ↗ 3548 чел. (32,17 %) |
| кумыки        | 295 чел. (5,78 %)   | ↗ 298 чел. (5,03 %)   | ↘ 271 чел. (4,52 %)   | ↘ 257 чел. (3,07 %)   | ↗ 273 чел. (2,48 %)   |
| лакцы         | 191 чел. (3,74 %)   | ↘ 180 чел. (3,04 %)   | ↘ 168 чел. (2,80 %)   | ↗ 173 чел. (2,07 %)   | ↘ 113 чел. (1,02 %)   |
| агулы         | 0                   | ↗ 112 чел. (1,89 %)   | ↗ 225 чел. (3,76 %)   | ↗ 592 чел. (7,07 %)   | ↘ 403 чел. (3,65 %)   |
| другие        | 119 чел. (2,33 %)   | 231 чел. (3,90 %)     | 94 чел. (1,57 %)      | 73 чел. (0,87 %)      | 88 чел. (0,80 %)      |
| всего         | 5107 чел. (100 %)   | ↗ 5 928 чел. (100 %)  | ↗ 5990 чел. (100 %)   | ↗ 8374 чел. (100 %)   | ↗ 11 029 чел. (100 %) |

## Местное самоуправление

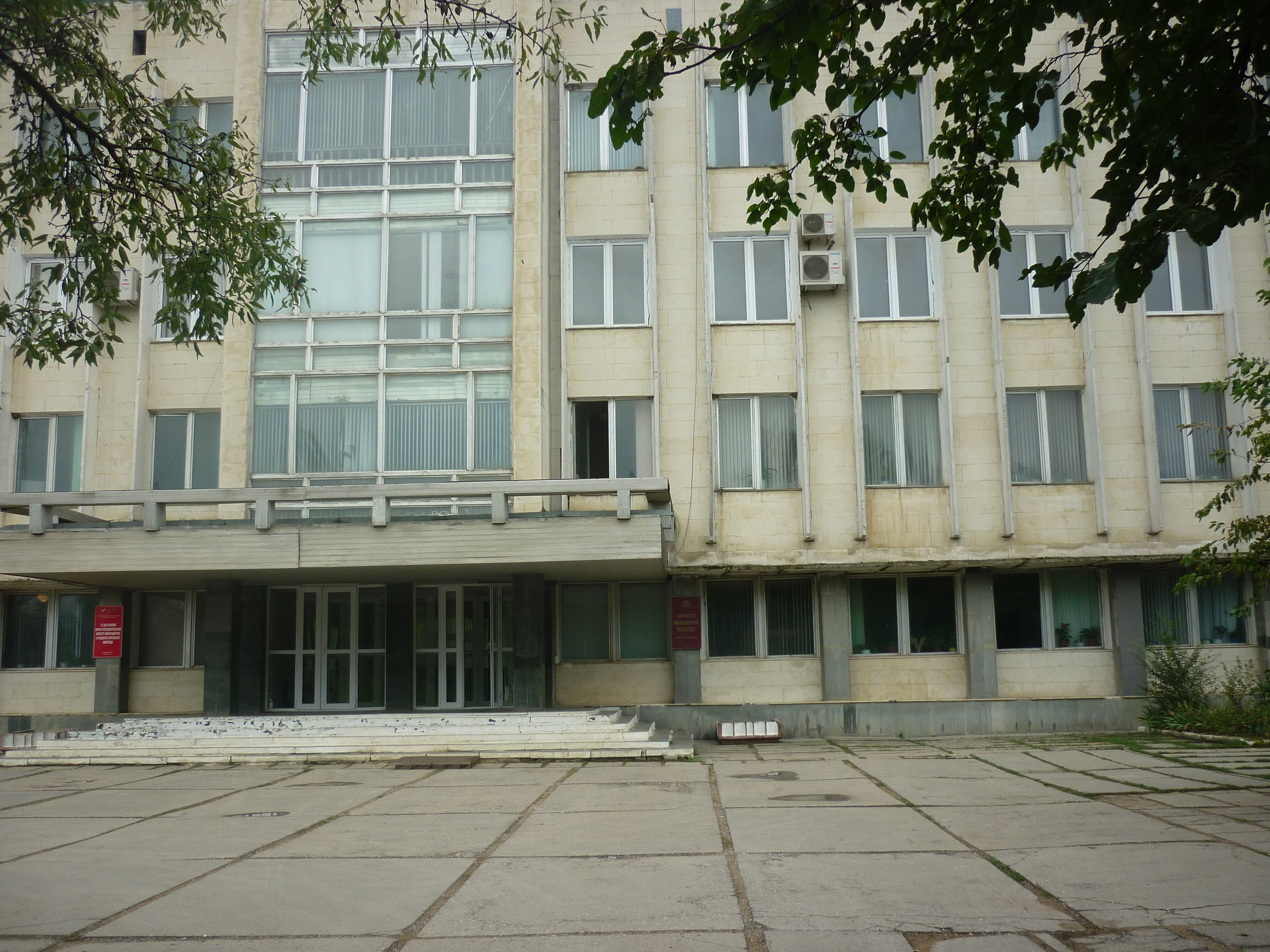
Здание администрации посёлка

Структуру органов местного самоуправления согласно уставу поселения составляют:
- представительный орган муниципального образования — Собрание депутатов городского поселения;
- глава муниципального образования — глава городского поселения;
- исполнительно-распорядительный орган муниципального образования — администрация городского поселения;
- контрольно-счетный орган муниципального образования — контрольно-счетная комиссия городского поселения.

Главой администрации поселения является: Маллаев Исрапил Ибрагимович.
Председателем совета депутатов является: Рабаданов Рабадан Сулейбанович.
Адрес администрации городского поселения: посёлок Мамедкала, ул. Н.Алиева, 22.

## Инфраструктура
В посёлке действуют:

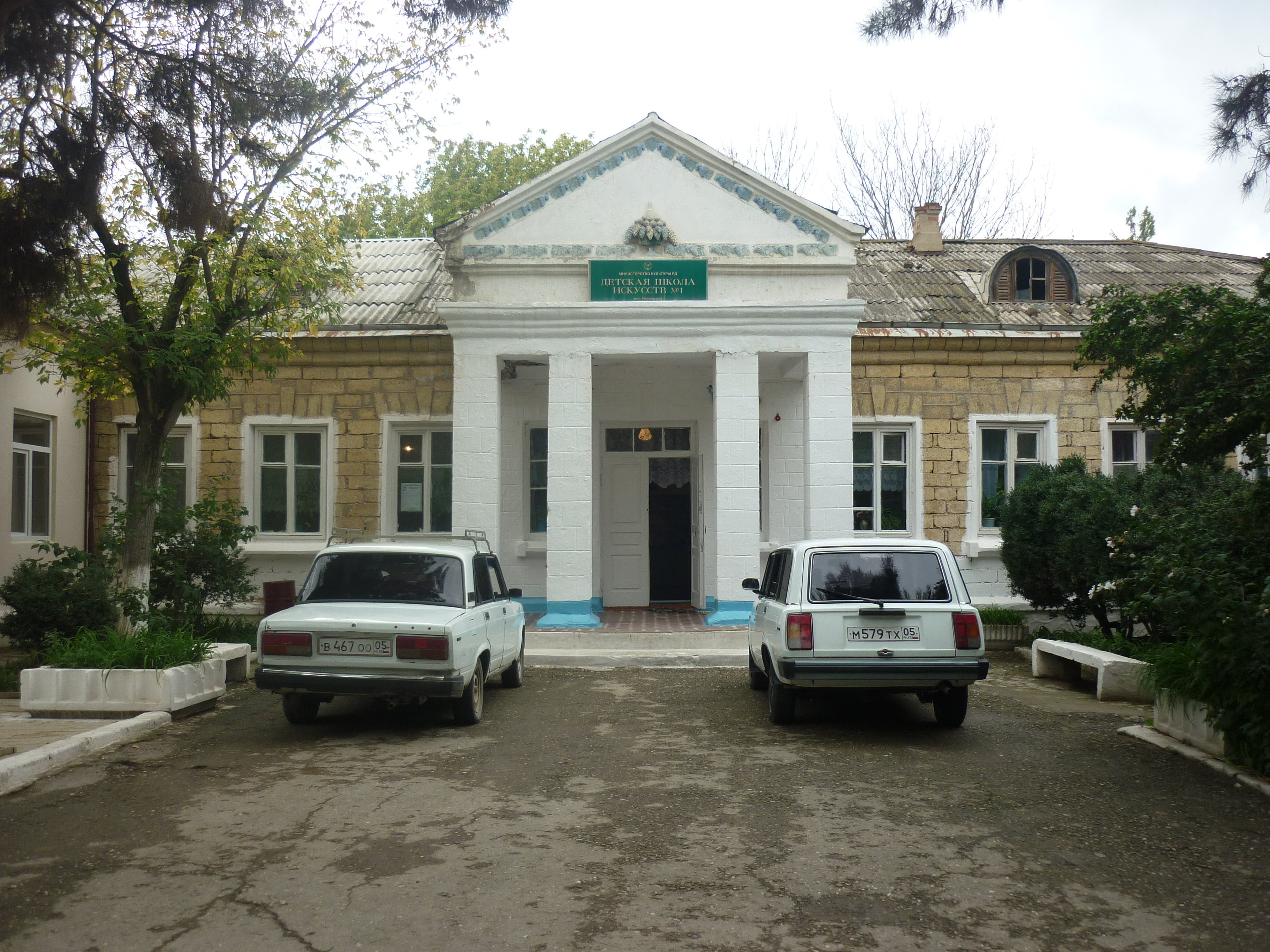
Музыкальная школа

- Дворец культуры с библиотечным залом
- Парк отдыха
- Комбинат бытового обслуживания
- Участковая больница и поликлиника
- 3 общеобразовательные школы
- 2 дошкольных учреждения 3 общеобразовательные школы
- Музыкальная, спортивная и художественная школы
- Стадион на 3000 мест.

## Улицы
Улицы посёлка:
| - - А.Абубакарова - Айдинбекова - Акушинского - Али Султанова - Алиева - Багандова - Буйнакского - Буйнакского - Вавилова - Вартатильская - Весенняя - Виноградная - Водрайон - Вокзальная - Г.Гамидова | - - Ю. А. Гагарина - Гаджиева - Гаджикурбана - Гаражная - Гоголя - Дарвагчай - Дахадаева - Дербентская - Дзержинского - Дружбы - Дузлакская - Железнодорожная - Залимхана - Заречная - Зелёная | - - И. Шамиля - Интернациональная - Кала-Корейш - Карла-Маркса - Карла-Маркса (переулок) - Канделаки - Капиева - Кара-Куреш - Кирова - Комарова - Коммунаров - Комсомольская - Красноармейская - Крупской - Лесная | - - Лесхозная - М. Горького - МРМ - Магомеда - Магомедали - Маджида Абдуллаева - Мамедбекова - В. В. Маяковского - Мира - Мичурина - Наримана Алиева - Николаева - Орджоникидзе - Оскара | - - Пионерская - Привокзальная площадь - Приозерная - Пугина - Пушкина - Р. Гамзатова - Рамазан-кутан - Расула Агаева - Родниковая - Сулеймана Стальского - Савицкая - Садовая - Салмана - Самурская - Свердлова | - - Свободы - Северная - Советская - Степная - Строительная - Сулипа Н. - В. В. Терешковой - Толстого - Тупиковая - Укуз Н. - Урсун Н. - Чехова - Шейха Саида - Школьная - Шоссейная |

## Известные уроженцы
- Родившиеся в Мамедкале: